# Обрушение кинотеатра «Октябрь» в Брянске
Обрушение кинотеатра «Октябрь» в Брянске произошло 25 апреля 1959 года. При обрушении потолка в кинотеатре «Октябрь» во время сеанса погибли не менее 46 человек, более 100 пострадали.

## Катастрофа
Кинотеатр «Октябрь» был открыт 4 декабря 1949 года на улице Фокина, 35. Здание строили немецкие военнопленные. Кинотеатр был возведён в стиле советского монументального классицизма по индивидуальному проекту архитектора Зеленина. 25 апреля 1959 года во время показа фильма «Сорока-воровка» в 22:33 (по другим данным в 22:50) в зрительном зале рухнула массивная люстра, закреплённая на потолочной балке. Вслед за люстрой на зрителей упал потолок. В момент обрушения в помещении находились около 500 человек. По официальным данным, погибли 46 человек (в некоторых источниках — 47). Пострадали от 107 до 123 человек. В ряде источников указывается, что 155 человек получили лёгкие травмы. Другие источники сообщает, что в общей сложности пострадали около 200 человек.
Местные жители и свидетели трагедии сообщали о том, что число жертв занижено, а в кинотеатре погибли 100—250 человек.
Сразу после обрушения имелись случаи мародёрства. Спасательная операция продолжалась всю ночь. В ней принимали участие военные.

## Расследование
Первым на место трагедии прибыл первый секретарь Советского райкома Фёдор Александрович Костин.
После катастрофы начались массовые проверки всех учреждений культуры. Против директора кинотеатра было возбуждено уголовное дело.
Причиной обрушения была названа халатность при строительстве здания.

## Последующие события
Кинотеатр был восстановлен. Он открылся 21 мая 1960 года.
В 1990-е годы здание было закрыто из-за появления трещин. В 2001 году кинотеатр был снесён, а на его месте был построен развлекательный центр «Сити-холл». В 2019 году он был закрыт. По состоянию на сентябрь 2021 года, здание заброшено.
Первые статьи о катастрофе в СМИ появились только в 1990 году в газете «Брянский комсомолец» и в 1992 году в «Брянском времени».
В 2017 году на месте трагедии была установлена мемориальная плита с изображением киноэкрана и кадра из фильма «Сорока-воровка».